# بكر صدقي
بكر صدقي (1886 ـ 1937) عسكري عراقي، عرف بانقلابهِ عام 1936 الذي أزاح حكومة ياسين الهاشمي وقتل جعفر العسكري، والذي تولى على إثره منصب رئيس أركان الجيش العراقي، وقبله كان يتولى منصب قائد الفرقة الثانية في الجيش العراقي.

## الولادةوالنشأة
ولد بكر صدقي بن شوقي ويس العسكري في قرية عسكر القريبة من مدينة كركوك، سنة 1890م بحسب السجلات العثمانية، أو في سنة 1886م حسب ما ذكر في السجلات العراقية، ويُقال أيضاً بأنه ولد في بغداد وأنه لم يكن يفصح عن تاريخ ومكان ولادته الحقيقي لضرورات أمنية وسياسية آنذاك.
وهو من نسب عربي حيث ولد لأب عربي وأم كردية، (ذكر أن والده ذو نسب عربي، ولهُ صلة قربى بجعفر العسكري، وأنه ابن عمه من الدرجة الرابعة).
درس في إسطنبول في المدرسة الحربية (الكلية العسكرية لاحقاً) وتخرج منها ضابطا في الجيش العثماني، وشارك في الحرب العالمية الأولى في آخر سنينها، وبعد نهاية الحرب واندحار (الدولة العثمانية) انضم إلى الجيش العراقي الذي تأسس في 6 كانون الثاني 1921م، وعُيِّن برتبة ملازم أول. ولقد كانت لهُ ميول قومية عربية، ولذلك فقد تلقفه أنصار القومية العربية من طبقة الحكام العراقيين، وكان يتقن اللغة العربية ويجيد الإنكليزية ويتكلم اللغة الألمانية والفرنسية.

## أعماله ووظائفه
ذكرت وزارة الخارجية البريطانية، في تقرير لها أن شعبة الاستخبارات في وزارة الطيران قالت: أن بكر صدقي كان مستخدما لمدة من الزمن في حدود عام 1919-1920 كَوكيل لاستخبارات الجيش البريطاني في منطقة الحدود العراقية التركية وقد انتمى إلى الجيش العراقي في كانون الثاني 1921 بتوصية من بريطانيا.
تدرج في رتبته العسكرية حتى وصل إلى رتبة فريق ركن في عهد الملك غازي واشتهر بالصرامة والقسوة وخاصة عندما قاد الجيش العراقي في مجزرة سميل ضد الآشوريين في عام 1933 على عهد وزارة رشيد عالي الكيلاني، ثم ضد انتفاضة العشائر في منطقة الفرات الأوسط عام 1935 ثم ضد انتفاضة البارزانيين، وتوطدت العلاقة بينه وبين وزير الداخلية التركماني الأصل حكمت سليمان.
في أواخر عهد وزارة ياسين الهاشمي الثانية اشتد الصراع بين الوزارة والمعارضة التي عملت جاهدة لإسقاط الوزارة التي سعت للتمسك بالحكم بكل الوسائل والسبل، وفي تلك الأيام شغل الفريق بكر صدقي منصب قائد الفرقة الثانية وكان يتردد وباستمرار على دار قطب المعارضة المعروف حكمت سليمان، وكان الحديث يدور حول استئثار وزارة الهاشمي بالحكم، رغم افتقارها للتأييد الشعبي، وحين ذلك اختمرت عند بكر صدقي فكرة إسقاط وزارة الهاشمي بالقوة عن طريق القيام بانقلاب عسكري.
تحرك بكر صدقي واستطاع إقناع رجال ذوي نفوذ داخل المؤسسة العسكرية في مقدمتهم الفريق عبد اللطيف نوري قائد الفرقة الأولى والعقيد محمد علي جواد قائد القوة الجوية - الطيار الخاص للملك للانضمام إلى فكرته وتأييد الإطاحة بحكومة الهاشمي، سارت الأمور بتكتّم شديد مما منع الاستخبارات العسكرية من كشف الحركة قبل وقوعها، وجاء موعد مناورات الخريف للجيش عام 1936 ووجد بكر صدقي ضالته المنشودة في هذه المناسبة، فقد كانت المناورات تقتضي إجرائها في منطقة جبل حمرين في محافظة ديالى بين خانقين وبغداد وكان من المفترض أن تكون الفرقة الأولى بقيادة الفريق عبد اللطيف نوري في موقع الدفاع عن بغداد فيما تكون الفرقة الثانية بقيادة بكر صدقي في موقع الهجوم.
ووفقًا لبكر صدقي، فإن الآشوريين "قاموا بتشويه الموتى بوحشية، وفقأوا أعينهم، وبقروا بطونهم، وقطعوا أنوفهم".

## انقلابه
كان بكر صدقي حين قيامه بانقلابه عام 1936 في منصب قائد للفرقة الثانية، ووكيل رئيس أركان الجيش. وفي 29 تموز 1936 سافر رئيس أركان الجيش الفريق طه الهاشمي شقيق رئيس الوزراء بمهمة إلى خارج العراق وأناب عنه الفريق عبد اللطيف نوري مما سهّل للإنقلابيين الأمور كثيرا. جرى الاتفاق على نقل الفرقة الثانية من قرتبة إلى قرغان ليلة 25-26 تشرين الأول، على أن يجري تسلل وحدات الفرقة ليلة 28- 29 تموز إلى بعقوبة مركز لواء ديالى القريبة من بغداد والتي تبعد عنها حوالي 50 كم. في ليلة الخميس 26 أكتوبر 1936 زحفت قوات الجيش إلى بعقوبة ووصلتها صباح اليوم التالي، فقطعت خطوط الاتصال بالعاصمة بغداد واستولت على دوائر البريد والبرق والهاتف وعدد من المواقع الإستراتيجية في المدينة، ثم واصلت زحفها نحو بغداد في الساعة السابعة والنصف بقيادة الفريق بكر صدقي، وفي الساعة الثامنة والنصف من صباح ذلك اليوم ظهرت في سماء بغداد طائرات حربية يقودها العقيد محمد علي جواد وألقت آلاف المنشورات التي احتوت على البيان الأول للانقلاب.
في الوقت الذي ألقت الطائرات بمنشورات بيان الانقلاب، استقلّ حكمت سليمان سيارته وتوجه نحو القصر الملكي (قصر الزهور) حاملاً المذكرة التي وقعها الفريقان بكر صدقي وعبد اللطيف نوري والتي حددا فيها مهلة أمدها 3 ساعات للملك غازي لإقالة وزارة ياسين الهاشمي حيث سلمها إلى رئيس الديوان الملكي رستم حيدر.
حاول وزير الدفاع الفريق الأول جعفر العسكري وقف زحف قوات الانقلابيين نحو بغداد، فاتصل ببكر صدقي وأبلغه أنه آت لمقابلتهِ وأنه يحمل رسالة من الملك غازي. لقد كانت فرصة بكر صدقي قد حلّت للتخلص من جعفر العسكري صهر الرجل القوي ووزير الخارجية آنذاك والمقرب من الإنكليز الفريق الأول نوري السعيد باشا، فرتّب الأمر مع الضباط المقربين منه لاغتياله والتخلص منه، وما أن وصل الفريق الأول جعفر العسكري إلى المنطقة المحددة، حتى جرّدوه من سلاحه ومرافقيه، بعدها تقدم عدد من الضباط ووجّهوا صوبه وابلاً من الرصاص حيث لقي مصرعه في الحال، ولما وصل الخبر إلى نوري السعيد باشا سارع باللجوء إلى السفارة البريطانية التي قامت بدورها بتهريبه إلى الخارج.
إستمرت قوات الإنقلابيين بالزحف نحو بغداد، حيث وصلت أبوابها الساعة الرابعة بعد الظهر، لذلك اضطر الملك غازي إلى توجيه خطاب التكليف إلى حكمت سليمان في 29 تشرين الأول بتشكيل وزارة جديدة، وعند الساعة الخامسة والنصف كانت القوات قد دخلت شوارع بغداد من دون أن تلقى أيّة مقاومة. وأتم الانقلابيون تشكيل وزارتهم وصدرت الإرادة الملكية بتشكيلها في الساعة السادسة مساءً وجاءت على النحو الآتي:
- حكمت سليمان رئيس الوزراء ووزيراً للداخلية.
- جعفر أبو التمن وزيرا للمالية.
- صالح جبر للعدلية.
- ناجي الأصيل للخارجية.
- كامل الجادرجي للاقتصاد والمواصلات.
- يوسف إبراهيم للمعارف.

أما بكر صدقي فقد تولّى منصب رئيس أركان الجيش بدلاً من طه الهاشمي الذي أُحيل على التقاعد. أما ياسين الهاشمي ورشيد عالي الكيلاني ونوري السعيد فقد غادروا العراق على الفور بمساعدة السفارة البريطانية خوفاً من بطش بكر صدقي. وأراد قائد الانقلاب بكر صدقي أن يرسل من يقوم بتصفية نوري السعيد والكيلاني والهاشمي إلا أن حكمت سليمان رفض الفكرة. وفي الوقت نفسه نظمت العناصر الوطنية المظاهرات المؤيدة للحكومة وكان على رأس تلك المظاهرات محمد صالح القزاز وهو من الشيوعيين المعروفين والشاعر الكبير الجواهري وغيرهم من الوطنيين. إذ تقدمت المظاهرات بمطالب للحكومة تدعو فيها إلى إصدار العفو العام عن المسجونين السياسيين وإطلاق حرية الصحافة وحرية التنظيم الحزبي والنقابي وإزالة آثار الماضي والعمل على رفع مستوى معيشة الشعب وضمان حقوقه وحرياته وتقوية الجيش ليكون حارساً أميناً لاستقلال البلاد، ولم تقتصر المظاهرات على العاصمة فقط، بل امتدت إلى سائر المدن الأخرى.
سيطر بكر صدقي على مقدرات البلاد وكان هو الحاكم الفعلي الأول والأخير، فقد رتّب قوائم المرشحين لمجلس النواب ومعظمهم من المؤيدين له، وقد جرت الانتخابات في 20 شباط 1937 وجاءت النتيجة كما خطّط لها سلفاً وأصبح يمتلك ظهيراً قانونياً لبقائه سيد الموقف من دون منازع.

## اغتياله
قرر بكر صدقي السفر إلى تركيا لحضور المناورات العسكرية التركية المقرر القيام بها في 18 آب 1937 وقد اتخذ الإنكليز قرارهم بتصفيته وهو في طريقه إلى تركيا.  غادر بغداد في 9 آب بالطائرة إلى الموصل، وكان برفقته العقيد محمد علي جواد قائد القوة الجوية، وكان من المقرر أن يغادر بالقطار ولكنه أحسَّ بوجود مؤامرة ضده لذلك قرر السفر بالطائرة. وصل إلى الموصل ونزل في دار الضيافة وقد وجد المتآمرون فرصتهم في التخلص منه، حينما انتقل إلى حديقة مطعم المطار وبينما كان جالساً مع العقيد محمد علي جواد والمقدم الطيار موسى علي يتجاذبون أطراف الحديث، تقدم نائب العريف عبد الله التلعفري نحوهم ليقدم لهم المرطبات وكان يخبئ مسدساً تحت ملابسه، ولما وصل قرب بكر صدقي أخرج مسدسه وصوّبه نحو رأسه وأطلق النار عليه فقُتِل في الحال، ثم أقدم على إطلاق النار على قائد القوة الجوية وقتله هو الآخر. أُلقي القبض على القاتل وأشبع ضرباً وفي التحقيق الأولي اعترف بأن الذي جاء به لتنفيذ الجريمة هو الضابط محمود هندي الذي اختفى بعد الحادث.
قيل أن العقيد فهمي سعيد كان لولب الحركة وأن الضابط محمود خورشيد هو العقل المدبر لتلك العملية، وسرت شائعة تقول أن ضابط الاستخبارات البريطانية في الموصل هو الذي دبّر عملية الاغتيال. وفي صباح يوم الخميس 12 آب نُقل جثمان بكر صدقي ورفيقه إلى بغداد، حيث شُيِّع إلى مثواه الأخير تشييعاً رسمياً، وسار في مقدمته الوزراء وكبار الضباط والأعيان والنواب والسفراء.